# 週刊オリラジ経済白書
『週刊オリラジ経済白書』（しゅうかんオリラジけいざいはくしょ）は、2007年4月17日から2008年3月11日まで、毎週火曜日の21:00～21:54に日本テレビで放送されたクイズバラエティ番組。
字幕放送。地上デジタルではハイビジョン制作（VTR部分は4:3のアップコンバート）。

## 概要
デビュー直後にブレイクしたオリエンタルラジオにとって初めてゴールデンタイムでMCをつとめた番組。これまで特番で放送されていた『驚き!謎マネー100連発・世間を騒がすアノ値段一挙公開スペシャル』が前身である本番組は、これまで四半世紀以上に渡ってドラマ枠であった火曜21時台がバラエティ枠に移行した最初の番組でもある。当初は仮題として「クイズオリラジシステム」という名称が付けられていたが、結果的にこのタイトルに落ち着いた。
ナレーターの小林清志を除き、出演者は特番時代から一新。進行役はオリエンタルラジオと、元NHKアナウンサーでフリーアナウンサーの宮本隆治が担当。宮本にとっては本番組が民放で初のレギュラー番組となった。なお当初はオリエンタルラジオが解答者として出演しており、実際の司会進行役は宮本が単独で務めていたが、後にオリエンタルラジオも進行役に移った。番組開始前の予告編では、宮本隆治のNHK退職金が発表されるようなことが放送されていたが、実際の番組ではそのような話は一切出なかった。
最新の経済の話題、脱税調査に関する話、あるいはモノや人などの値段を題材にクイズ&トークショー形式で紹介する。開始当初は前述の特番に準じるものであり、トークショーに近い演出やモノの値段当てクイズがほとんどであったが、リニューアル後はその仕組みに関するクイズが中心となっている。
平均視聴率は10%前後と健闘していたが、編成上の理由から2008年3月11日をもって番組は終了。その後同枠では、視聴率低迷による短期終了と改編期までのつなぎ番組を繰り返し、当番組以降に1年以上放送されたのは『コレってアリですか?』まで2年余り待つことになる。
フットボールアワーの後藤輝基は、この時期のオリラジの大ブレイクをネタにしており「まだレギュラー持ってるんでしょ」とこの番組の名を出し、「もうとっくに終わってます」というやり取りが行われることがある。

## 出演者

### 進行
- オリエンタルラジオ
  - 中田敦彦：2007年7月24日放送分までは「オリ・チーム」のキャプテン
  - 藤森慎吾：2007年7月24日放送分までは「ラジ・チーム」のキャプテン
- 宮本隆治（元NHKアナウンサー、フリーアナウンサー）：初回から金庫番として司会を務める

### パネラー
- 大竹まこと（5枠）：レギュラー解答者。経済コンサルタントの小宮一慶または山崎元とペア出演。
- 高田純次（3枠）：レギュラー解答者。2008年2月から番組終了まで毎週出演。
- ふかわりょう（3枠が多い）：準レギュラー解答者。解答者ではなく、VTRのレポーターとして出演する回もある。
- 里田まい（カントリー娘。、4枠が多い）：準レギュラー解答者。
- 山瀬まみ（2枠が多い）：準レギュラー解答者。

### アシスタント
- 葉山エレーヌ（日本テレビアナウンサー）：ゲームパートでは、宮本と一緒にゲームの進行役を務める。2007年7月31日放送分以降はほとんど画面に映らず、9月をもって降板。

### ナレーション
- 小林清志

## ルール

### 前期（2007年4月～9月）
- 4対4の対抗戦
  - 初回から7月24日放送分は、中田+ゲスト3人の「オリ・チーム」 藤森+ゲスト3人の「ラジ・チーム」の対抗戦。
  - 翌週の7月31日から9月までは、赤ラジチーム対青ラジチーム（各チーム、ゲスト4名）の対抗戦。
- 毎回、一つのテーマを元に、色々なものの値段や費用を、VTRで紹介していく。
  - VTRの開始直前には、宮本がVTRの見所をペンタゴン式のチャート（役立ち度・教養度・ワクワク度・笑い度・おバカ度）で説明をする。
  - どのVTRにも芸能人がレポーター役や再現VTRの演者等で出演。
- 値段当て問題では、VTRの最後であるひとつの物や費用の値段を当てる問題が出題されるので、両チームはチームのメンバーと相談して値段を予想、電卓に入力して、答えを発表する。
- その後、VTRの続きを流して正解発表。予想金額が正解に近い方の勝利で、そのチームには宮本を模った「隆ちゃん人形」が贈呈される（1ポイント獲得）。
  - 5月29日放送分から、ピタリ的中させたチームにはハワイ旅行が全員に贈られるようになり、2007年7月17日放送分で、初めてピタリ賞が出た。
- 7月31日からは値段当て問題以外にも、書き問題を出題。VTRの最後に問題が出題されるので、両チームで相談して、代表者がフリップに書いて答える。
- また7月31日放送分から、「あっちゃんのあくまで参考情報!」コーナーを新設。中田が問題のヒントとなる情報を紹介する。なお、中田自身は最後までコーナー名を「あくまで“も”」と言い続けていた。
- 1回の放送につき2テーマ、2問出題される。

### ゲームパート
- 専用のセットに移動して、週代わりの有名人やテレビ番組に関連したゲームで戦う。
  - 進行役の2人は、設定に合わせた衣装に着替えて進行。
- 前半の成績+このゲームのポイントが多いチームの勝利となる。
- 7月3日放送分からはセットの移動がなく、「一品売れるといくら得する?中華料理並べ替えクイズ」という、その場で高級中華料理店の3つのメニューを利幅が大きい順に並べるというクイズになった（順位が1つ当たるごとに1ポイント）。
- 7月17日放送分をもって終了。

#### 理髪店：有名人の髪型プライスドボン
- 床屋のセットに移動し、宮本は床屋姿で仕切る。毎回8人の芸能人が出され、その中から1回の床屋代が一定金額（回によって変わる）以下の人を選ぶ。一定金額以下であればセーフで、1ポイント獲得。一定金額以上の人を選ぶとドボンとなり、座っている椅子が後ろに倒れる（2回目からは『倒れる+顔へ炭酸ガス発射』、3回目からは『倒れる+炭酸ガス+熱々の蒸しタオルを顔にかけられる』と、回を重ねるごとに罰ゲームが追加されるようになった）。
- 各チーム3人が挑戦し、満点は3ポイント。ドボンの人数は毎回変わっており、6人目の藤森が、どれを選んでもドボンという事態になったこともある。

#### よろずや：有名人のアレが集まるよろずや
- 有名人の持ち物やテレビ番組の小道具が多数並んでいるお店のセットで、その値段を見積もりながら買い物をしていく。買い物を終えたら、レジで品物の値札のバーコードをなぞって、それぞれの品物の実際の値段を発表。実際の合計金額が20万円に近い方に1ポイント入る。また、誤差が±1万円以内であれば更に2ポイント追加されて合計3ポイント獲得となる。
- このゲームは、前半のポイントが低いチーム先攻で、1チームずつ挑戦する。

#### レコード屋：歌の値段トップ8（10）
- プレミアム価格が付いている（付いていないものも混ざっている）レコードやCDが8枚（初登場した回のみ10枚）並べられているので、交互に1枚ずつ選ぶ。
- 毎回、並べられているレコードの中の数枚が、その回で出演しているゲストが過去に出したレコードや何らかの関わりがあるレコードになっている。
- 価格の高い順に1位～8（10）位がつけられており、1位を引き当てれば3ポイント、2位～3位を引き当てれば2ポイント、4位以下の場合は1ポイントをそれぞれ獲得出来る。
- 各チーム3枚を選んで、満点は7ポイント。両チームが2枚選んだ時点で引き分けになることが確定した場合（それまでの点数が同じで、1点のレコードしか残っていない）、3枚目でより高い順位のレコードを引き当てたチームの勝利となる（5月29日放送分では、3枚目で選んだ金額が同じだったため、結局引き分けになった）。

#### あんなモノこんなモノが揃っている!宮本商店不定（毎回異なる設定）
- 毎回、設定に沿った9品が登場する。
  - 初回（6月12日放送分）では病院の設定で、医療に関わる9品が並べられ、宮本が指定した値段の物はどれか、各チーム相談して1品選ぶ（3問出題。1問正解につき2ポイント獲得で、満点は6ポイント）。
  - 2回目（6月19日放送分）では教室の設定で、学校に関わる9品が並べられ、9品の中で最も高い品物と最も安い品物を当てる。片方正解で2ポイント、両方正解で3ポイント。

#### 優勝賞品
- 勝利チームには、番組内で紹介された物が贈られる。
  - 最初の2回は、負けチームのキャプテン(中田・藤森)には「1万罰」という1万円分の物を使った罰ゲームが執行されていた。1回目は「ラジ・チーム」が負けたため、藤森が1万円分のウレタンに埋められた。2回目は引き分けだったため、賞品が両チームに贈られたが、罰ゲームも両チームのキャプテンに執行、海パン一丁にされた上で1万円分の蝋を頭上からかけられた。3回目からは廃止。
- 8月21日放送分からは、両チームが得点を競う方式ではなくなり、1問ごとに正解チームにVTRにちなんだ物が賞品として贈られるようになった。

### 後期（2007年10月〜2008年3月）
- 5組による対抗戦。 1、2、4枠はゲスト1人、5枠は大竹まことと経済評論家のペア。2008年2月からは高田純次が3枠のレギュラーに。
  - 特番では2人1チームの5チーム対抗戦だった。
- 通常は、書き問題2問（稀に、値段当て問題あり）を含めた全3～4問を出題
  - 書き問題では、正解すると20ポイント獲得。値段を当てる問題では、正解に最も近い金額を答えた解答者が20ポイント獲得、ピタリ的中させると50ポイント獲得。
- 最終的に最も多くポイントを稼いだチームが優勝。週代わりの優勝賞品を獲得。
  - 特番では、100万円以上の賞金を賭けた「賞金為替ボックス」に挑戦。
  - 2007年10月16日放送分で中尾彬がパーフェクトを達成したため、番組特製金貨を獲得。同日、ふかわりょうが逆パーフェクト（全問不正解）。 賞罰は特になし。
  - 2007年11月27日放送分から、最下位の解答者には、「残念賞」として優勝賞品の代金の請求書が強制的に贈られる（つまり、最下位が賞品の代金を自腹で精算しなければならないというペナルティ）。
  - 基本的に最下位が同点で2組以上いる場合、それらの人で精算する代金を折半という形になる。但し2008年1月15日放送分では、大竹・小宮チームが優勝で（パーフェクト達成だが、特にパーフェクト賞はなかった）、小倉優子と加賀まりこが同点最下位となった。大竹は、今後の関係上加賀に自分の賞品の代金を払わせるのはまずいと提案し、最終的に優勝賞品を観客に譲渡するという形で、加賀が一括して代金を精算した。

#### 書き問題以外のクイズ
今週のヒットの予感（2007年11月27日～2008年3月4日放送分）
- オープニングクイズ。
- スタジオに現れた新商品はどのように使う道具なのか、その用途を早押しで答える。
- お手つきなし。
- 正解なら20ポイント獲得。

経済雑学 これ何カネ?（2007年11月13日～2008年3月4日放送分）
- ラストクイズ。
- 経済や商売に関連した人物や物、ブランド等の名前を、次々と出てくる最大5個のヒントから当てる。
- 早押し早書きクイズ。分かったら、ボタンを押してからモニターに答えを書く。
- 不正解1回につきマイナス10ポイント。
- 早く正解した解答者から順番にポイントを獲得。3組正解した時点で終了、残った2組はマイナス10ポイント（5個目のヒントが現れても3組正解がでていない場合は、急遽ヒントを追加して、3組の正解が出揃うまで行う）。
  - 1抜け→50P（2問出題時の1問目では30P）、2抜け→30P（2問出題時の1問目では20P）、3抜け→10P。
- 11月20日放送分までは、以下のルールで行った。
  - ヒントは最大9個で、全員が正解するか、9個目のヒントを出し終わった時点で終了。
  - 第1ヒントで正解すれば90ポイント獲得。以降、ヒントが1個増える度に、獲得できるポイントが10ポイントずつ減っていく。
  - 不正解1回につきマイナス30ポイント。
- 当初は人物を答える問題、物を答える問題がそれぞれ1問ずつ、計2問出題していたが、後に1問出題に変更された。

この財布!一体誰の!?（2007年10月11日～11月6日放送分）
- ある芸能人（もしくはそのマネージャー）が、自分が持っている財布の中身を紹介しているVTRを見て、その財布の持ち主は誰かを当てる。
- 早押し早書きクイズ。分かったら、ボタンを押してからモニターに答えを書く。
- 早く正解した解答者から順番にポイントを獲得。4組正解した時点で終了となる。
  - 1抜け→30P、2抜け→20P、3抜け→10P、4抜け→5P。

街角連続!HIGHorLOW（2007年10月11日～11月6日放送分）
- ラストクイズ。
- 毎回一つの街や場所を取り上げて、その中にある様々な値段や費用、売り上げといった数値からクイズを出題。
- 指定された数値より「HIGH」（上）か「LOW」（下）かを選ぶ。
- 正解したら次の問題に進めるが、不正解だとこのコーナーの解答権が剥奪される。
  - 更に、不正解者はCGの白煙と共に、コーナー終了まで合成で画面から消される。
- 5問出題（全員間違えたら、その時点で終了）。1問正解につき20ポイント獲得、全問正解ならさらに50ポイント加算されて、合計150ポイント獲得。
- 出題VTRの作りは、過去に同じスタッフが制作した『摩訶!ジョーシキの穴』の「太田の落とし穴」と類似。『摩訶!～』では爆笑問題の掛け合いでVTRを進行していたが、こちらもオリラジの掛け合いでVTRを進める。

#### 賞金為替ボックス（特番）
- 11種類の国の通貨が書かれた紙（各種10枚の計110枚）が舞っているくじの中から1枚を掴み取り、引いた通貨の1万倍を日本円に換算した分の賞金を獲得。
  - 入っている通貨の種類は、ユーロ（欧州連合）、ドル（アメリカ合衆国）、グアラニー（パラグアイ）、トゥグルグ（モンゴル国）、ウォン（大韓民国）、ナイラ（ナイジェリア）、バーツ（タイ王国）、円（日本）、人民元（中華人民共和国）、ランド（南アフリカ共和国）、ルーブル（ロシア）の11種類。最高額はユーロで160万円強を獲得できるが、最低額はグアラニーで僅か200円。

## 主なVTR（シリーズ企画）

### あの店なぜつぶれない? → 驚きのカラクリ!儲けの内訳!!
- 街で見かける、一見つぶれそうな見た目だったり客の出入りが悪いのに、なぜか経営が成り立っている店を取材。どうして、現在もつぶれることなく経営を続けられるのか、その理由を探る。
- 2007年9月まではすべて東海林のり子がリポートしていたが、10月以降は店ごとに笑福亭笑瓶、桂小枝、竹山隆範など異なる男性タレントが取材していた。
- 2007年12月4日からタイトルが変わり、「つぶれそう」を強調することがなくなり、単にもうかっている店の収入の内訳を紹介する企画になった。
- 『怪奇大作戦』のテーマ曲である「恐怖の町」がコーナータイトルに使われていた。
- テレビ朝日系『シルシルミシル』で同趣旨のコーナーが放送されている。

### あなたの脱税バレてます
- 実際にあった手口を元に構成されたミニドラマを通して、脱税の手口とそれがバレた理由を紹介。
- 斎藤洋介扮する国税庁の税務調査官が、事業主との巧みなやり取りで脱税を暴いていく。事業主役は板東英二や東てる美などの有名俳優が演じている。2007年10月9日放送の2時間SPでは司会の宮本が演技に初挑戦し、事業主の占い師役で出演した。
- 兄弟企画として、詐欺の手口を再現ドラマで紹介する「サギの手口全部バラします」もあり、こちらでも、萩原流行が詐欺師役として出演する事が多い。

### 夢の全通り買い
- 競馬の馬券などを全通り購入して、最終的に収支はいくらになるのかを検証。
- 初回は「競艇全レースの船券全通り」、「東証に上場している株価4万以下の株式すべて」、「当たり付きお菓子を一箱」、「競馬全レースの馬券全通り」と様々なもので検証していたが、番組予算などの都合で「馬券全レースを全通り」、「馬券全レース・三連単のみ全通り」と、回を重ねるごとに規模が縮小されている。

### 楽して稼げるおいしいアルバイト
- 「20日間寝ているだけ」「パンツを履くだけ」など、なぜこんなことで給料がもらえるのかが理解できない珍しいアルバイトを紹介。
- また毎回、暇な芸人4人がそれぞれ別の内職に3日間挑戦して、その3日で最も多く内職代を稼いだ人が、内職代の2倍の賞金を獲得できるという対決企画もある。

### 風が吹けば桶屋が儲かる
- あるニュースから、一見まったく関係ないことが起きるということを、経済法則をもとに風が吹けば桶屋が儲かるのように論理をつなげて説明していく。

### ㊙クレーム対応大公開!!
- 実際にさまざまな店にあったクレームをドラマで再現し、その処理でかえって店の評価を高めた事例を紹介する。
- クレーマーは千原せいじが演じることが多い。また、六角精児もクレーマー役として出演していた。

### あの人は今どうやって食べている?
- 一世を風靡したが最近メディアで見かけない有名人を訪ね、収入の内訳を聞く。意外なことでもうけているのがわかる。

### これに目をつけて大儲け!
- 小さい店や会社なのに、他人が気づかないビジネスを考えて大きな年商を上げている実例を取材する。

### こんな買い物上手な客には正直参った!
- いろいろな店を使うときに消費者が得する方法を、店側にどんな客が困るかを聞くという手法で紹介する。

### 人は誰でも1か月で100万円稼げるのか?!
- 何の取柄もない男（若手芸人）が1ヶ月間「血の小便を流し涙の汗をかくほど必死に働けば百万円を稼げるのか」というコンセプトでドキュメントバラエティー要素を持った企画。挑戦者には家と仕事を探すために使うパソコンが用意され、交通費・食費はアルバイト料の中から捻出。そのため賄い付きのバイトを探すのが有効。他にも過酷な肉体労働から、あまり世間に知られていないユニークなもの（「数秒間あるものを見るだけで稼げるアルバイト」「歩けば歩くほど稼げるアルバイト」など）まで、多種多様なアルバイトがチャレンジャーの挑戦を通じて紹介された。稼いだお金は勿論自分の物。最初の挑戦者佐藤涼平（ワンクッション）が77万まで稼ぐも失敗した。続く挑戦者のチロ（ビックスモールン）が104万7190円まで稼ぎ、目標を達成した。

### 触っているだけで100万円
- 若手芸人、エキストラの俳優を集めて最終回にだけ行った企画。100万円オブジェに触っているだけで最後の一人まで争う。途中片手で食事、寒さに耐える、今なら何万でならやめられるなどの試練が待ち受ける。同番組スタッフが関わってることもあり、後にTBSの『奇跡ゲッター ブットバース!!』では全く同じ企画がドキュメンタリー調で行われていた。

## スタッフ
- 構成：山谷隆、小野高義、樋口卓治、石塚祐介、酒井健作、桝本壮志、高橋秀一、藤澤学、堀由史、関山智大
- リサーチ：横山晋哉（フリード）、入江規充
- TM：江村多加司
- SW：小林宏義
- CAM：高野信彦
- 音声：中村宏美
- VE：佐藤満
- 照明：小笠原雅登
- モニター：小内一豊
- 美術：小野寺一幸、松崎純一、栗原純二
- CG：神谷渉（Sp!ce Factory）
- 編集技術：NiTRo、読売映像
- EED：皆吉秀実、神宮寺曉
- MA：安藤隆司、飯塚雄一
- 音効：森山顕仁（ヘンドリックス）
- TK：大岡伸江
- 広報：柳沢典子
- 考査：松村あゆみ
- デスク：呉羽あゆみ、河村雅美
- 制作進行：柴崎裕美、新田和歌子
- AP：渡邊禎、金沢紀子、三浦佳憲、花田好昭
- ディレクター：松山和久、鈴木守、丸山信也、文野甲、諏訪陽介、山崎敏光、石塚宏充、内田秀実、貞松秀樹、岩佐学、藤本創、高橋真琴、櫛田健太郎
- 総合演出：三浦伸介
- プロデューサー：竹内尊実、大野彰作/小林宏充、古山晃、川邊哲也、藤井則子、佐々木貴幸、浜田和宏、進藤裕貴、阿部滋子
- チーフプロデューサー：菅賢治
- 技術協力：NiTRo、ヌーベルフォース、DEEP
- 美術協力：日テレアート
- 制作協力：オフィスぼくら、Sp!ce Factory、ZION
- 製作著作：日テレ

### 過去のスタッフ
- 営業：中西太
- AP：石田美和、塚本充紀
- ディレクター：守屋茂員、磯部修、森大祐

## ネット局
※ネット局については前番組『火曜ドラマゴールド』から引き継いだ。なお、解説放送（副音声）は行われていない。また、大分県ではTBS系列の大分放送（OBS）が遅れ放送していた（『火曜ドラマ』はテレビ大分で放送）。
| 放送対象地域    | 放送局                                      | 系列                                              | 放送曜日・時間 |
| --------------- | ------------------------------------------- | ------------------------------------------------- | --- |
| 関東広域圏      | 日本テレビ（日テレ） （NTV） （番組制作局） | 日本テレビ系列                                    | 火曜21:00 - 21:54 |
| 北海道          | 札幌テレビ（STV）                           | 日本テレビ系列                                    | 火曜21:00 - 21:54 |
| 青森県          | 青森放送（RAB）                             | 日本テレビ系列                                    | 火曜21:00 - 21:54 |
| 岩手県          | テレビ岩手（TVI）                           | 日本テレビ系列                                    | 火曜21:00 - 21:54 |
| 宮城県          | 宮城テレビ（MMT）                           | 日本テレビ系列                                    | 火曜21:00 - 21:54 |
| 秋田県          | 秋田放送（ABS）                             | 日本テレビ系列                                    | 火曜21:00 - 21:54 |
| 山形県          | 山形放送（YBC）                             | 日本テレビ系列                                    | 火曜21:00 - 21:54 |
| 福島県          | 福島中央テレビ（FCT）                       | 日本テレビ系列                                    | 火曜21:00 - 21:54 |
| 山梨県          | 山梨放送（YBS）                             | 日本テレビ系列                                    | 火曜21:00 - 21:54 |
| 新潟県          | テレビ新潟（TeNY）                          | 日本テレビ系列                                    | 火曜21:00 - 21:54 |
| 長野県          | テレビ信州（TSB）                           | 日本テレビ系列                                    | 火曜21:00 - 21:54 |
| 静岡県          | 静岡第一テレビ（SDT）                       | 日本テレビ系列                                    | 火曜21:00 - 21:54 |
| 富山県          | 北日本放送（KNB）                           | 日本テレビ系列                                    | 火曜21:00 - 21:54 |
| 石川県          | テレビ金沢（KTK）                           | 日本テレビ系列                                    | 火曜21:00 - 21:54 |
| 福井県          | 福井放送（FBC）                             | クロスネット局 （日本テレビ系列とテレビ朝日系列） | 火曜21:00 - 21:54 |
| 中京広域圏      | 中京テレビ（CTV）                           | 日本テレビ系列                                    | 火曜21:00 - 21:54 |
| 近畿広域圏      | 読売テレビ（ytv）                           | 日本テレビ系列                                    | 火曜21:00 - 21:54 |
| 鳥取県・ 島根県 | 日本海テレビ（NKT）                         | 日本テレビ系列                                    | 火曜21:00 - 21:54 |
| 広島県          | 広島テレビ（HTV）                           | 日本テレビ系列                                    | 火曜21:00 - 21:54 |
| 山口県          | 山口放送（KRY）                             | 日本テレビ系列                                    | 火曜21:00 - 21:54 |
| 徳島県          | 四国放送（JRT）                             | 日本テレビ系列                                    | 火曜21:00 - 21:54 |
| 香川県・ 岡山県 | 西日本放送（RNC）                           | 日本テレビ系列                                    | 火曜21:00 - 21:54 |
| 愛媛県          | 南海放送（RNB）                             | 日本テレビ系列                                    | 火曜21:00 - 21:54 |
| 高知県          | 高知放送（RKC）                             | 日本テレビ系列                                    | 火曜21:00 - 21:54 |
| 福岡県          | 福岡放送（FBS）                             | 日本テレビ系列                                    | 火曜21:00 - 21:54 |
| 長崎県          | 長崎国際テレビ（NIB）                       | 日本テレビ系列                                    | 火曜21:00 - 21:54 |
| 熊本県          | くまもと県民テレビ（KKT）                   | 日本テレビ系列                                    | 火曜21:00 - 21:54 |
| 大分県          | 大分放送（OBS）                             | TBS系列                                           | 土曜日16:00 - 16:55 （23日遅れ）                                                                                                 |
| 鹿児島県        | 鹿児島読売テレビ（KYT）                     | 日本テレビ系列                                    | 火曜21:00 - 21:54 |
| 沖縄県          | 沖縄テレビ（OTV）                           | フジテレビ系列                                    | 火曜24:40 - 25:35 （84日遅れ、しかし終盤は『24 -TWENTY FOUR- SEASON V』のネットに切り替えたため 最終回を待たずに事実上打ち切り） |